# Rukwa (região)
Rukwa é uma região da Tanzânia. Sua capital é a cidade de Sumbawanga.